# Makado
Koordinaten: 21° 57′ S, 29° 35′ O
Makado, früher Luis Trichard, ist ein 580 m hoch gelegener kleiner Ort in Distrikt Beitbridge an der Straße West Nicholson-Beitbridge in der Provinz Matabeleland South in Simbabwe. Er liegt am Mutshilashokwe, einem Nebenfluss des Shashe.
Die aus der Republik Südafrika abgeschobenen Flüchtlinge aus Simbabwe wandern oft zu Fuß vom Beitbridge nach Makado. Dort gibt es Lager, in denen auch Flüchtlinge aus anderen afrikanischen Ländern wie Tansania, Nigeria, Ruanda oder Mosambik auf ihre Chance warten, illegal über die Grenze zu kommen.